# Bandiera delle Figi
La bandiera delle Figi fu adottata il 10 ottobre 1970.

## Descrizione
La bandiera è basata sulla Blue Ensign britannica. Lo sfondo azzurro simboleggia l'Oceano Pacifico, che svolge un ruolo significativo nella vita degli isolani, sia per quanto riguarda l'industria della pesca sia per l'attrattiva turistica. L'Union Jack, posta nel cantone, collega il paese con il Regno Unito, di cui le Figi sono rimaste colonie fino al 1970. Lo scudo, posto nella parte destra della bandiera, deriva dallo stemma ufficiale del paese. Si tratta di uno scudo bianco con una croce rossa e una banda rossa nella parte alta dello scudo. Le immagini raffigurate sullo scudo rappresentano le principali attività agricole delle isole. Nella parte superiore dello scudo, all'interno della banda rossa, un leone britannico tiene tra le zampe anteriori un baccello di cacao. In alto a sinistra è rappresentata una canna da zucchero, in alto a destra una palma da cocco, in basso a sinistra una colomba della pace, e in basso a destra un casco di banane.

La Bandiera delle Figi come colonia britannica.

La bandiera attuale è molto simile alla bandiera coloniale usata prima dell'indipendenza. La differenza principale con quella attuale è la tonalità più chiara di blu. Alcuni politici hanno chiesto la rimozione dell'Union Jack dalla bandiera nazionale, vedendo la sua presenza come un emblema coloniale britannico; altri, invece, sostengono la sua conservazione per motivi di continuità storica: infatti le bandiere di altri paesi indipendenti, come quella dell'Australia, della Nuova Zelanda e delle Tuvalu mantengono l'emblema britannico nelle loro bandiere nazionali.